# Davy's on the Road Again
«Davy's on the Road Again» es una canción de 1971 de John Simon y escrita por Simon y Robbie Robertson. Lanzada por primera vez en John Simon's Album, la canción se ubicó en el puesto número 6 en la lista de sencillos del Reino Unido cuando una versión por Manfred Mann's Earth Band fue lanzada en 1978.

## Antecedentes y versión original
John Simon produjo el primer álbum en solitario de The Band, Music from Big Pink de 1968, que se ubicó en el puesto 30 en el Billboard Hot 100. Trabajaron juntos nuevamente para el segundo álbum de The Band, The Band de 1969; Robbie Robertson de la banda escribió las canciones de The Band muy rápidamente, lo que le dio tiempo libre entre sesiones, durante las cuales coescribió «Davey's on the Road Again». La canción terminó en el álbum debut de Simon, John Simon's Album, que incluía a muchos de los músicos con los que había estado trabajando durante los últimos años. AllMusic escribió que la canción «podría ser una pista perdida de la banda en su interpretación y textura», y elogió el «altísimo coro» de Merry Clayton por agregar «un pliegue especial» y por evocar Songs of Leonard Cohen de Leonard Cohen.

## Versión de Manfred Mann's Earth Band
Manfred Mann's Earth Band hizo una versión de la canción en 1977 durante un concierto en el Roxy Theatre de Hollywood, Los Ángeles; Billboard escribió que su «enfoque fresco y tierno al tema de la vida como músico de rock, drásticamente usado en exceso, inyectó algunos momentos de sentimiento seductor» en el set. Una versión en vivo de la canción apareció en Watch de la banda, su álbum de 1978, como una de dos pistas en vivo, la otra una versión de «Quinn the Eskimo (The Mighty Quinn)» de Manfred Mann (en sí misma una versión de una canción de Bob Dylan). Cuando se lanzó como sencillo, esa versión se ubicó en el puesto número 6 en la lista de sencillos del Reino Unido y fue su mayor éxito en ese país. La versión sencillo de la canción se utilizó en las primeras ediciones de la banda sonora de The Stud, una película de porno blando protagonizada por Joan Collins como una ninfómana; en 2020, el periodista Carl Meyer escribió en Pattaya Mail que su entrevista de 1978 con Manfred Mann se había amargado porque mencionó su aparición en la película y que Mann perdió los estribos después de recibir la confirmación de su presencia por parte de su secretaria de prensa.